# Vålers kommun, Østfold
Vålers kommun (norska: Våler kommune) är en kommun i Østfold fylke i sydöstra Norge. Kommunens centralort är tätorten Kirkebygden. 

## Administrativ historik
Vålers kommun upprättades den 1 januari 1838 (som Vaaler formannskapsdistrikt) när Formannskapslovene från 1837 trädde i kraft. Kommunens gränser har förblivit oförändrade sedan dess.

## Geografi och klimat
| Normaler för Våler (70 m ö.h.) | Jan  | Feb  | Mar  | Apr | Maj  | Jun  | Jul  | Aug  | Sep  | Okt | Nov | Dec  | År  |
| ------------------------------ | ---- | ---- | ---- | --- | ---- | ---- | ---- | ---- | ---- | --- | --- | ---- | --- |
| Normaltemperatur (°C)          | −4,4 | −4,3 | −0,6 | 4,0 | 10,1 | 14,5 | 15,8 | 14,8 | 10,6 | 6,5 | 1,0 | −2,6 | 5,5 |
| Nederbörd (mm)                 | 59   | 44   | 55   | 45  | 58   | 65   | 74   | 90   | 95   | 107 | 88  | 65   | 845 |

## Tätorter
I Vålers kommun finns fyra tätorter:
- Kirkebygden (centralort)
- Rød
- Svinndal
- Våk

## Socknar
Inom Norska kyrkan är Vålers kommun indelad i två socknar:
- Svinndals socken
- Vålers socken

Socknarna ingår i Vestre Borgesyssels prosteri i Borgs stift.